# Ofotfjord

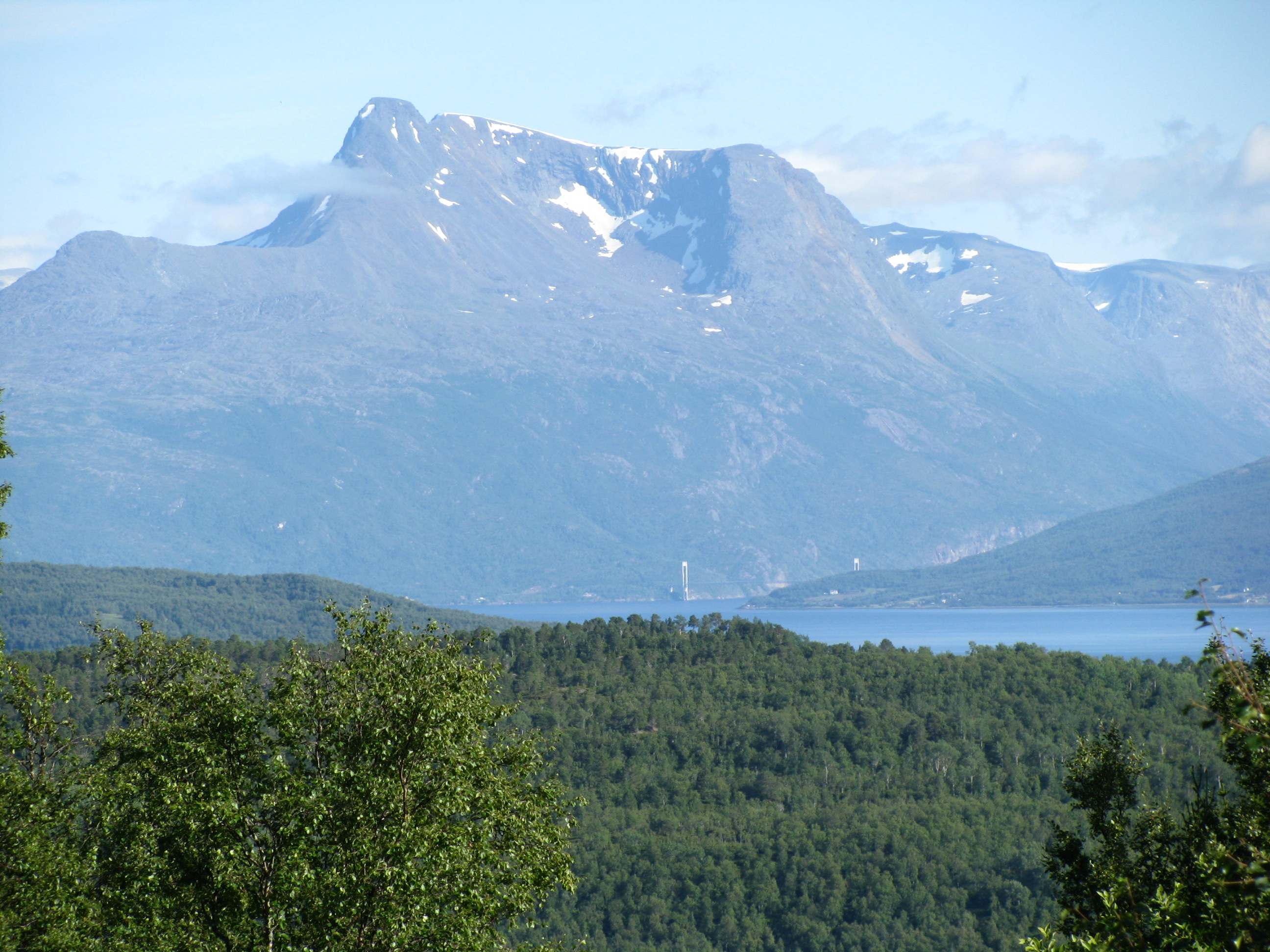
El fiordo está rodeado por montañas y bosques

Ofotfjord (noruego:Ofotfjorden) o fiordo de Narvik es un fiordo en la provincia de Nordland, Noruega. Es una ensenada del mar de Noruega, a 200 km al norte del círculo polar ártico. Es el duodécimo fiordo más grande del país, con 78 km de longitud y 553 m de profundidad. Recibe el nombre de fiordo de Narvik debido a la ciudad homónima en el interior del fiordo.
Está rodeado por montañas, las cuales alcanzan hasta 1700 m (en Skjomen), en donde se ubica el glaciar Frostisen. Las tierras bajas son escasas y el terreno más grande que existe es el que rodea al aeropuerto de Harstad/Narvik-Evenes. A pesar de ello, hay muchos valles estrechos, siendo uno de ellos el que alberga a la ciudad de Narvik. Las montañas poseen bosque hasta los 500 m, siendo el más común el de abedul y en menor medida, los de pino y álamo temblón. La rocamadre se compone de gneisy granito junto con minerales más blandos como la dolomita, la cual se extrae en Ballangen.

## Etimología
El distrito de Ofoten recibe su nombre del Ofotfjord (del nórdico antiguo: Ófóti). El primer elemento es desconocido, mientras que el segundo proviene de la palabra nórdica fótr que significa pie. El nombre más antiguo que se conoce es Úffóti. En este caso, úfr hace referencia al búho real, debido al parecido de las tres ramificaciones del fiordo con las garras de un búho.

## Geografía
El Ofotfjord es el fiordo más grande de la provincia de Nordland y el cuarto de la región de Nord-Norge. Los municipios de Tjeldsund y Evenes están en la costa norte, Narvik en la este y Ballangen en la sur. Lødingen (y lugares más allá de Lofoten) y el Vestfjord están hacia el suroeste.
Hay muchas ramificaciones del fiordo. De norte a sur, estas son:
- Ramsund: Un seno que se conecta con el Tjeldsundet).
- Bogen: Tiene una gran bahía.
- Herjangen: La rama más ancha de todas.
- Rombaken: Es cruzado por la ruta europea E6 por el puente Rombak.
- Beisfjord: Cruzado por la ruta E6 por el puente Beisfjord.
- Skjomen: Es el más extenso, cruzado por la ruta E6 por el puente Skjomen.
- Efjorden: Se ubica en la entrada del Ofotfjord por el lado sur. Es cruzado por la ruta E6 por los puentes de Efjord.

## Fauna

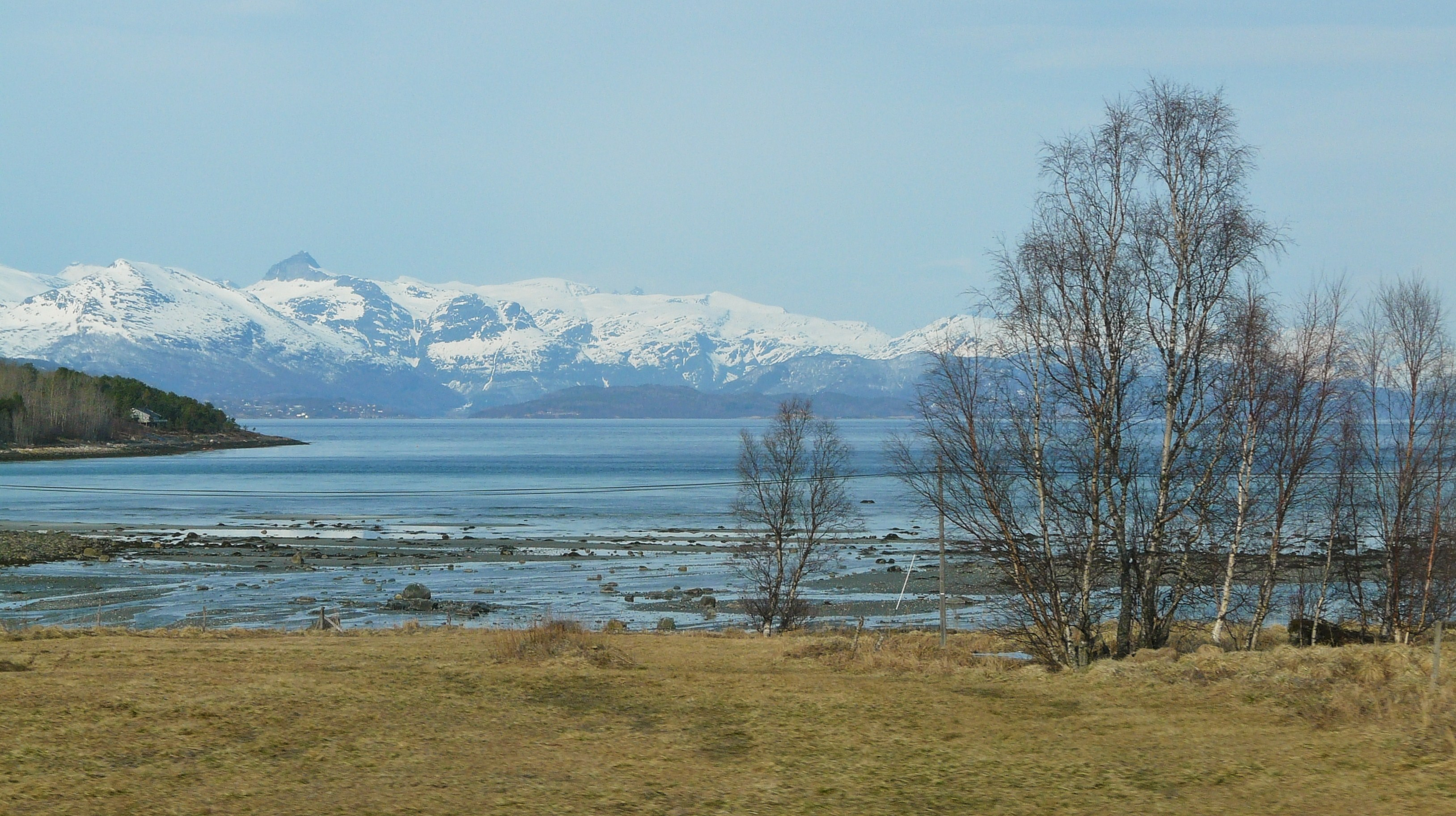
Vista desde Djupvika hacia Bogen.

El fiordo posee una rica vida marina, con una gran cantidad de arenques que pasan el invierno en el lugar. Esto atrae a cetáceos como las orcas. Las especies más comunes que existen son el bacalao y el carbonero. La caballa aparece entre julio y septiembre. Poblaciones de águilas marinas y nutrias han convertido a Ofotfjord en su hábitat normal. Las gaviotas permanecen durante todo el año, compartiendo con aves migratorias el verano, tales como el ostrero euroasiático y garza real.

## Historia

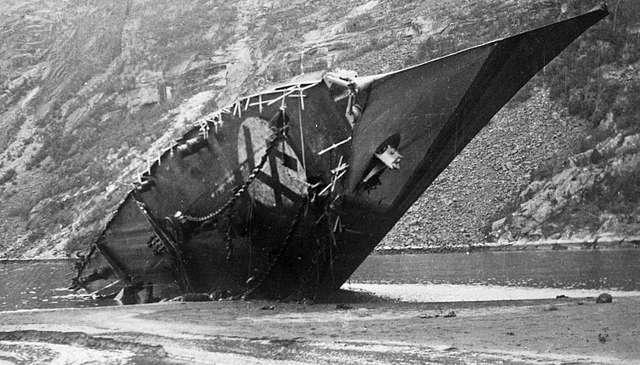
El destructor Bernd von Arnim encallado en Rombaksfjord

En las batallas de Narvik durante la Segunda Guerra Mundial, el lugar fue el centro de muchos combates, los cuales dejaron muchos barcos hundidos en la bahía. Gracias a esto, la bahía se ha convertido en un destino popular para los buzos. Aunque existen varios pecios, están protegidos al ser considerados tumbas de guerra. El destructor alemán Georg Thiele está semihundido, siendo visible desde la ruta de ferrocarril que une Straumsnes y Rombak.